# Ал-Хасан
Ал-Хасан — отец булгарского правителя X века Мумина ибн ал-Хасана. Возможно, сам правитель.
Об ал-Хасане известно как об отце булгарского правителя Мумина ибн ал-Хасана, выпускавшего монеты. Нумизматический материал самого ал-Хасана неизвестен. Само его происхождение до конца неясно. Во втором томе «Истории татар с древнейших времен в семи томах» отцом ал-Хасана обозначен Алмуш. Так же посчитал и А. Г. Мухамадиев. В. С. Кулешов же заметил, что булгарский правитель ал-Хасан мог как иметь отношение к линии Алмуша — в качестве ещё одного его сына или же внука, но мог и не принадлежать к этому роду. И. Л. Измайлов также отметил, что Мумин ибн ал-Хасан, «возможно», являлся потомком Алмуша.